# Jarßumer Kirche

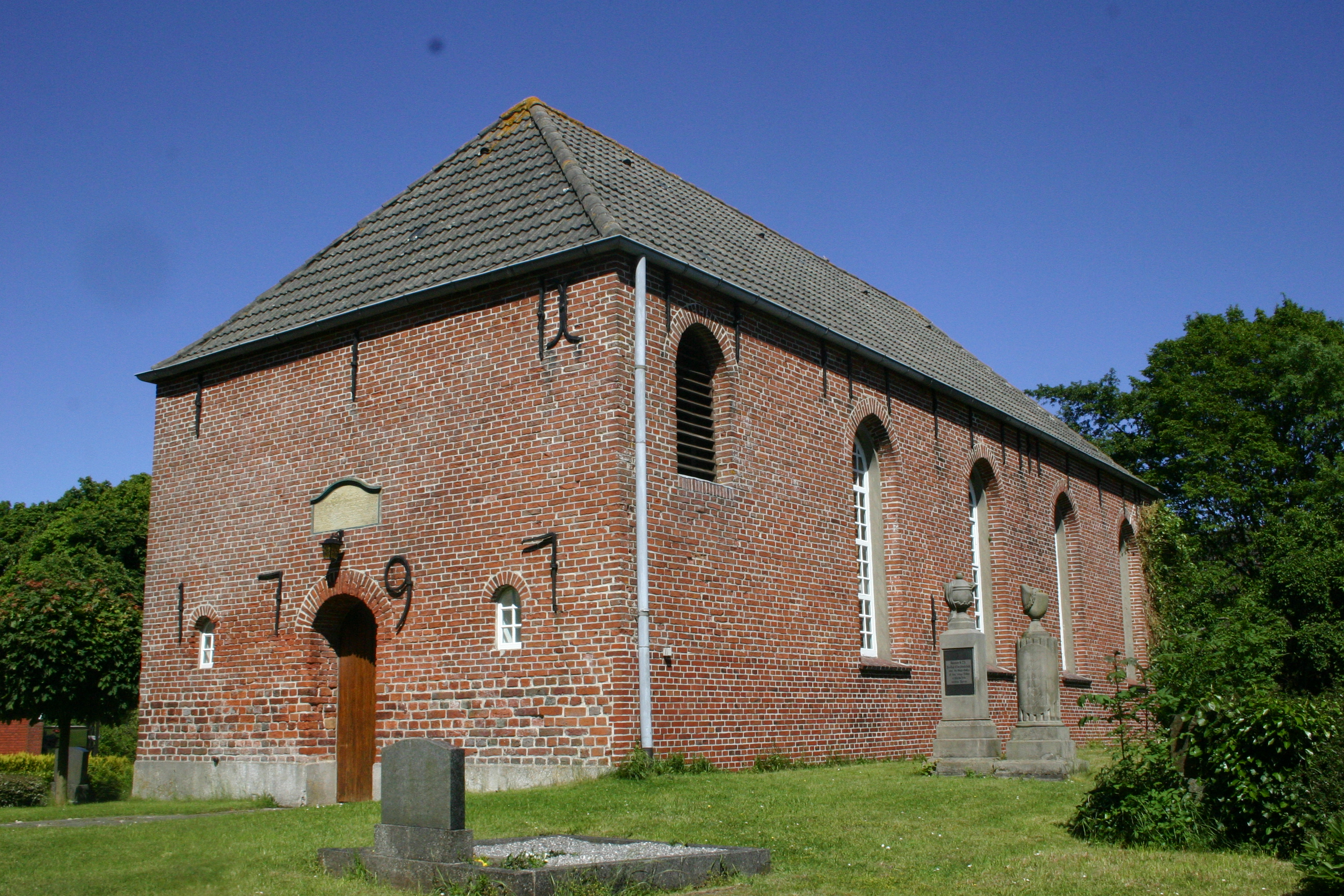
Jarßumer Kirche

Die evangelisch-reformierte Jarßumer Kirche in der ostfriesischen Stadt Emden wurde im Jahre 1797 als Nachfolgebau für die erste Backsteinkirche aus der Zeit um 1300 errichtet.

## Geschichte
Die erste bekannte Backsteinkirche wurde in Jarßum um 1300 gebaut. Das älteste Zeugnis dieses Gebäudes ist eine Glocke aus der Zeit um 1300, die in dem Backsteinbau hing. Dessen Gestalt lässt sich nur mühsam rekonstruieren. Zeichnungen oder Beschreibungen sind bisher nicht bekannt. Das Gebäude hatte zwei Türme, die sich an der Ost- und Westseite befanden. In einem war vermutlich eine Uhr angebracht, während der andere als Glockenturm diente.
Im Laufe der Jahrhunderte wurde die Kirche immer baufälliger, weshalb im 18. Jahrhundert beschlossen wurde, das Gotteshaus neu zu errichten. Dazu wurde die alte Kirche abgebrochen und der Nachfolgebau unter Verwendung des alten Baumaterials errichtet. Dieser hat eine Länge von 18,10 Metern und eine Breite von 7,80 Metern. Damit ist das Gebäude kleiner als der Vorgängerbau und wurde in verschiedenen Protokollen deshalb stets als kleine Kirche bezeichnet. Auch die Anzahl der Bänke in der Kirche wurde beim Neubau verringert. Ursprünglich hatte das Gebäude ein Dach, das an den beiden Enden spitz zulief und zudem einen Dachreiter mit einer Schlagglocke und einer Turmuhr besaß. Er wurde zwischen 1838 und 1841 abgerissen und das Dach vor Beginn des 20. Jahrhunderts auf seine heutige Gestalt verändert.

## Beschreibung
Das Gebäude hat an seinen Längsseiten der Nord- und Südseite je vier Fenster. Der Glockenraum befindet sich über dem Eingang an der Westseite und hat an jeder Seite ein Schallfenster. Zwei kleinere Fenster befinden sich neben der Eingangstür. Über der
Eingangstür hängt ein Gedenkstein, der, wie auch die an der Kirche angebrachten eisernen Zahlen, auf die Grundsteinlegung der Kirche verweist.
Der Innenraum des Saalbaus ist nach oben mit einem Tunnelgewölbe abgeschlossen. Es ragt in den Dachstuhl hinein und lässt die Balken offen.

## Ausstattung
Der älteste Ausstattungsgegenstand ist eine Glocke, die um 1300 gegossen wurde und noch aus der alten Kirche stammt. Die zweite Glocke wurde im Jahre 1646 gegossen. Zu den wertvollsten Besitztümern zählt ein Abendmahlsbecher aus dem Jahre 1630, der von einem Emder Meister im Stil der Renaissance geschaffen wurde und sich heute als Leihgabe in der Johannes a Lasco Bibliothek in Emden befindet. Zur Vasa Sacra gehört zudem eine Zinnkanne, die im Jahre 1850 von dem Zinngießer J. Janshen aus Emden geschaffen wurde.
Den Kronleuchter aus Messing im Kirchenschiff kaufte die Gemeinde 1878 von der Firma Swarte aus Emden.
Eine erste Orgel erhielt die Kirche 1857. Sie wurde von dem Emder Orgelbauer Brond de Grave Winter auf der Westempore erbaut und hatte neun Register. Aus dem Jahre 1935 liegt eine Urkunde vor, die den schlechten Zustand des Instruments beschreibt. Im Jahre 1948 wurde schließlich für 7.500 DM ein Neubau bei Paul Ott in Auftrag gegeben, der dazu Teile der alten Orgel wiederverwendete. Eine weitere Orgel wurde 1971 von dem Potsdamer Orgelbauer Alexander Schuke errichtet. Das Instrument hat ein Manual, ein angehängtes Pedal und fünf Register.
Bis heute wird in dieser Kirche jeden Sonntag regelmäßig Gottesdienst gefeiert.